# Династия Веймар-Орламюнде
Веймар-Орламюнде (нем. Weimar-Orlamünde) — могущественная династия тюрингского происхождения, представители которой были графами Веймара, Орламюнде, пфальцграфами Саксонии, маркграфами Мейсена, Истрии и Крайны.

## История
Первым известным представителем династии был Вильгельм I. Его точное происхождение не упоминается ни в каких источниках. По мнению историка Д. Джекмана, Вильгельм мог быть сыном тюрингского графа Майнверка I, вероятного мужа сестры Хатебурги Мерзебургской, первой жены германского короля Генриха I Птицелова. Основанием для этого предположения послужило то, что Майнверк вместе с братом был владельцем Альтгау, которое позже досталось Вильгельму.
Вильгельм I владел обширными владениями в Южной Тюрингии, Гуситингау, Гельмегау и Альтгау. Ядром владений были Веймар, Йена и Апольда. Позже эти владения получили название графства Веймар. Вероятно, что Вильгельм получил часть земель в Тюрингии после конфискации в 913 году владений восставших тюрингских графов Бурхарда и Бардо. Видукинд указывает, что конфискованные владения герцог Саксонии Генрих (будущий король Генрих I) раздал своим соратникам. Одним таким награждённым соратников мог быть Вильгельм I.
В дальнейшем Вильгельм расширил свои владения за счёт многочисленных дарений, сделанных Оттоном I Великим. Несмотря на это Вильгельм I, а затем и его сын Вильгельм II Великий, участвовали в восстаниях против императоров. Вильгельм I участвовал в восстании 953 года Людольфа Швабского, а Вильгельм II — в восстании герцога Баварии Генриха II после смерти в 983 году императора Оттона II.
Вильгельм II в 1002 году поддержал выбор императором баварского герцога Генриха IV, ставшего в итоге императором под именем Генрих II. Взамен за свою поддержку Вильгельм добился отмены так называемой «свиной дани», которую жители Тюрингии выплачивали в королевскую казну с VI века.
Во время правления старшего сына Вильгельма II, Вильгельма III могущество рода в Тюрингии достигло своего апогея. Сыновья Вильгельма III, Вильгельм IV и Оттон I получили также Мейсенскую марку. Однако Вильгельм IV детей не оставил, а Оттон I оставил только дочерей. Не оставили детей и два других сына Вильгельма III, Оттон и Арибою Со смертью в 1070 Арибо, избравшего духовную карьеру, старшая ветвь рода угасла.
Однако существовала младшая ветвь рода. Её родоначальником был Поппо I, который в 1012 году посредством брака стал маркграфом Истрии, а позже получил и Крайну. Сын Поппо I, Ульрих I после смерти своего двоюродного брата Оттона I унаследовал Веймар и Орламюнде. После смерти Ульриха I в 1070 году его владения разделились между двумя сыновьями. Поппо II получил Крайну, однако Истрию Поппо II получил только в 1096 году. Другой сын Ульриха I, Ульрих II, получил Веймар и Орламюнде, а после смерти брата в 1098 году ещё и Истрию с Крайной.
После смерти бездетного Ульриха II в 1112 году Веймар и Орламюнде унаследовали Аскании, а претензии на Истрию и Крайну унаследовали дети Поппо II. Сыновья Поппо II детей не оставили, они все умерли к 1124 году, после чего род по мужской линии угас. Истрия же в итоге досталась Андекской династии, потомкам Софьи, старшей дочери Поппо II.

## Генеалогия
Вильгельм I (умер 16 апреля 963) — граф в Южной Тюрингии в 949 году, граф в Гуситингау в 958 году, граф в Гельмегау и Альтгау в 961 году; жена: возможно дочь маркграфа Сорбской марки Поппо II.
- Вильгельм II Великий (ум. 14 декабря 1003), граф Веймара; жена: возможно дочь графа Грабфельда Оттона[4].
  - Вильгельм III (ум. 16 апреля 1039), граф Веймара с 1003, граф Айхсфельда в 1022; 1-я жена: Берта; 2-я жена: Ода Лужицкая (ок. 1015 — до 1068), вероятно дочь Титмара (IV), маркграфа Саксонской Восточной (Лужицкой) марки[5].
    - Вильгельм IV (ум. 1062), граф Веймара с 1039, пфальцграф Саксонии с 1042, маркграф Мейсена с 1047
    - Поппо (ум. 1046/1056)
    - Оттон I (ум. 1067), граф Орламюнде с 1039, граф Веймара и маркграф Мейсена с 1062; жена: Адель Брабантская (ум. в 1083), дочь Ламберта II, графа Лувена, и Оды Лотарингской[6].
      - Ода (ум. 1111); муж (ранее, чем с 1180): Экберт II (ок. 1059/1061 — 3 июля 1090), маркграф Мейсена
      - Кунигунда (ок. 1055 — 8 июня 1140); 1-й муж с ок. 1074: Ярополк Изяславич (1043/1047 — 5 декабря 1086), князь волынский и туровский; 2-й муж: Куно Нортхеймский (ум. в 1103), граф Бейхлингена; 3-й муж с 1110: Випрехт фон Гройч (ок. 1050 — 22 мая 1124, Пегау), маркграф Мейсена
      - Адельгейда (ум. 28 марта 1100); 1-й муж (ранее, чем с 1074): Адальберт II (ум. в 1076/1083), граф фон Балленштедт; 2-й муж: Герман II Лотарингский (ум. 20 сентября 1085), пфальграф Лотарингии; 3-й муж с 1089: Генрих II фон Лаах (ум. 12 апреля 1095), пфальграф Рейнский

  - Арибо (ум. 1070), дьякон
  - Поппо I (ум. 13 июля до 1044), маркграф Истрии с 1012, маркграф Крайны с 1040; жена: Гадамута (ум. после 1040), дочь Верианда, графа в Истрии и Фриуле, и Виллибирги фон Эберсберг.
    - Ульрих I (ум. 6 марта 1070), маркграф Каринтии с 1045, маркграф Истрии с 1060; жена: с ок. 1062/1063 Софья (ок. 1045/1050 — 18 июня 1095), дочь короля Венгрии Белы I и Рыксы Польской[7]
      - Поппо II (ум. 1098), маркграф Истрии с 1096, маркграф Крайны с 1070; жена: с ок. 1090 Рихгарда фон Спонхейм (ум. 10 апреля около 1130), дочь графа Спонхейма Энгельберта I и Гедвиги
        - (?) Поппо (ум. после 1117)
        - Ульрих (ум. 1124)
        - Сигхард (ум. 1124), монах
        - Софья (ок. 1095/1098 — 16 сентября 11??), наследница Истрии; муж: Бертольд II (IV) (ум. 27 июня 1151), граф Диссена, Андекса, Плассенбурга и Штейна
        - Гедвига (ум. около 1 декабря 1162); 1-й муж: Герман I (ум. 1122), граф Виндберга; 2-й муж: Адальберт II (ум. 13 января 1146), граф Богена

      - Ульрих II (ум. 13 мая 1112), граф Веймара и Орламюнде с 1070, маркграф Истрии и Крайны с 1098; жена: до 1112 (развод) Адельгейда (ок. 1087—1146), дочь тюрингского графа Людвига Скакуна и Адельгейды фон Штаде
      - дочь (ум. после 1091). Существует 2 гипотезы о том, кто был её мужем. По первой дочь Ульриха I идентифицируют как Випирку, мужем которой был Конрад I (ок. 1036 — 6 сентября 1092), князь Брненский в 1054—1055 и 1061—1092, князь Чехии в 1092. По другой версии мужем дочери Ульриха I был Олдржих (ум. 27 марта 1113), князь Брненский в 1092—1097 и 1101—1113 годах, князь Зноемский с 1112 года
      - Рихгарда (ум. до 1128); муж: Эккехард I (ум. до 1188), граф фон Шейерн
      - Адельгейда (ум. до 1124); 1-й муж: Фридрих II (ум. ок. 1096), фогт Регенсбургского собора; 2-й муж: Удальшальк (ум. 20 ноября около 1115), граф в Лурнгау

  - Агнес; муж: Фридрих I (ум. 1042), граф фон Госек, пфальцграф Саксонии
- Поппо (ум. до 973)
- Сигберт